# Adenophaedra
Adenophaedra es un género perteneciente a la familia de las euforbiáceas con tres especies neotropicales de plantas.

## Taxonomía
El género fue descrito por Johannes Müller Argoviensis y publicado en Flora Brasiliensis 11(2): 385. 1874. La especie tipo es: Adenophaedra megalophylla Müll.Arg.

## Especies aceptadas
A continuación se brinda un listado de las especies del género Adenophaedra aceptadas hasta octubre de 2012, ordenadas alfabéticamente. Para cada una se indica el nombre binomial seguido del autor, abreviado según las convenciones y usos.
- Adenophaedra cearensis Secco
- Adenophaedra grandifolia (Klotzsch) Müll.Arg.
- Adenophaedra megalophylla Müll.Arg.